# Богородский (Удмуртия)
Богоро́дский — деревня в Алнашском районе Удмуртии, входит в Староутчанское сельское поселение. Находится в 11 км к западу от села Алнаши и в 93 км к юго-западу от Ижевска.
Население на 1 января 2008 года — 48 человек.

## История
На 15 июля 1929 года починок Богородское находился в составе Староутчанского сельсовета Алнашского района. В 1934 году в починке Богородском образована сельхозартель (колхоз) «имени 15-й областной партийной конференции». В июле 1950 года объединены колхозы нескольких соседних деревень, образован укрупнённый колхоз «имени Горького», с центральной усадьбой в деревне Старый Утчан. А в 1969 году колхоз «имени Горького» вошёл в состав объединённого колхоза «имени Жданова».
Постановлением Госсовета УР от 26 октября 2004 года починок Богородский Староутчанского сельсовета был преобразован в деревню Богородский. 16 ноября 2004 года Староутчанский сельсовет был преобразован в муниципальное образование «Староутчанское» и наделён статусом сельского поселения.